# Typosquatting
Il typosquatting o URL hijacking (da squatting, occupazione abusiva, e typo, errore di battitura), chiamato anche dirottamento di URL, è una forma di cybersquatting che si basa su errori di battitura/digitazione commessi digitando un URL nel browser. Consiste nello sfruttare tali errori per dirottare l'utente verso un sito differente da quello che voleva raggiungere.
L'URL del typosquatter sarà solitamente di uno di questi quattro tipi, tutti simili al dominio originale (il dominio originale dell'esempio è "esempio.com"):
- errore comune di battitura o di spelling di una lingua straniera: essempio.com
- errori di spelling dovuti a errori di battitura: esmepio.com o esempoi.com
- riformulazione del nome di dominio (per esempio al plurale): esempi.com
- TLD differente: esempio.org

Una volta giunto nel sito del typosquatter, l'utente ignaro può anche essere portato a credere che il dominio sia quello originale, utilizzando loghi simili, simile struttura e simili contenuti rispetto al sito originale.
Solitamente il typosquatter inserisce nel sito pubblicità dalla quale ricava guadagni.
A volte, invece, il dominio viene acquistato dal detentore del dominio originale, proprio per evitare fenomeni di typosquatting.
I domini typosquatted sono molti milioni. Alcuni esempi sono:
- yotube.com
- yutube.com
- facebok.com
- goggle.com
- bankitalia.it
- republica.it